# Jazz ist anders
Jazz ist Anders [El jazz es diferente] es un álbum de la banda Die Ärzte. El álbum también incluye un EP con tres canciones que hablan acerca de la banda, y una canción oculta. Es, desde Débil, el segundo álbum que realizan solos sin productor. La referencia para el álbum fue que en el estudio lo que más se consumía era la pizza. La envoltura del CD es una caja de pizza. El CD tiene el aspecto de una pizza, y el EP, de una rebanada de jitomate. El álbum alcanzó el primer lugar en ventas en Alemania, y el segundo en Austria y Suiza.

## Track listing
1. Himmelblau [Azul como el cielo] (Urlaub) - 3:16
2. Lied vom Scheitern [Canción del fracaso] (Felsenheimer) - 3:29
3. Breit [Colocado] (González/González, Urlaub) - 3:14
4. Lasse redn [Deja que hablen] (Urlaub) - 2:49
5. Die ewige Maitreße [El eterno Maitreße] (González/Felsenheimer) - 2:24
6. Junge [Joven/chico] (Urlaub) - 3:07
7. Nur einen Kuss [Sólo un beso] (Urlaub) - 4:25
8. Perfekt [Perfecto] (Felsenheimer) - 2:35
9. Heulerei [Lloriquera] (Urlaub) - 2:13
10. Licht am Ende des Sarges [Luz al final del ataúd] (Felsenheimer) - 2:47
11. Niedliches Liebeslied [Bonita canción de amor] (González/Felsenheimer) - 3:40
12. Deine Freundin (wäre mir zu anstrengend) [Tu novia (me resultaría insoportable)] (Urlaub) - 2:13
13. Allein [Solo] (Urlaub) - 3:50
14. Tu das nicht [No lo hagas] (Felsenheimer) - 3:52
15. Living Hell [Infierno viviente] (Urlaub) - 3:41
16. Vorbei ist vorbei [Lo que se acabó se acabó] (Urlaub) - 3:04

### Bonus EP
1. Wir sind die Besten [Somos los mejores] (Urlaub) - 2:28
  - Nimm es wie ein Mann (a.k.a. Kurt Cobain) [Tómalo como un hombre (a.k.a. Kurt Cobain)] (González/Felsenheimer) Está oculta en la canción anterior, en el minuto 2:06
2. Wir waren die Besten [Fuimos los mejores] (Felsenheimer) - 4:14
3. Wir sind die Lustigsten [Somos los más divertidos] (González) - 4:34

- En la versión descargable (éstas 4 canciones pueden descargarse de la página oficial de la banda, ingresando un código contenido en la compra del álbum) la canción "Nimm es wie ein Mann" está separada de "Wir sind die Besten", y es la canción no. 4.

## Sencillos
2007: Junge

2008: Lied vom Scheitern

2008: Lasse redn

## Economy Version (versión económica)
Es una versión del CD, donde las 16 canciones están cambiadas. El disco sólo se vendió en la gira "Es wird eng". Y el CD luce como la parte de abajo de una pizza. La portada está cambiada
y parece el boceto de la portada del CD normal.
- Datos: Q31366